# Убийство Ежи Попелушко
Убийство Ежи Попелушко (пол. Zabójstwo Jerzego Popiełuszki) — убийство капеллана польского профсоюза Солидарность, католического священника Ежи Попелушко 19 октября 1984 года. Совершено офицерами IV департамента Службы безопасности МВД ПНР, предположительно с санкции высшего руководства ПОРП. Вызвало возмущение в польском обществе, привело к серьёзным изменениям политической ситуации в стране.

## Капеллан «Солидарности»
1980-е годы были временем острого политического кризиса в ПНР, жёсткой конфронтации между правящей компартией ПОРП и оппозиционным профобъединением Солидарность. Военное положение, действовавшее с декабря 1981 по июль 1983, вынудило «Солидарность» уйти в подполье. В стране продолжались акции протеста, большая часть польского общества была настроена против власти ПОРП.
Польская католическая церковь, с её традиционно высоким авторитетом в обществе, старалась занимать позицию посредника, но в принципе поддерживала «Солидарность». Проповеди и собрания в костёлах превратились в единственную легальную форму оппозиционных выступлений и пользовались большой популярностью. Католическое вероисповедание польских широких масс, в том числе рабочего класса, противостояло атеистической идеологии и антирелигиозной политике ПОРП.
В наибольшей степени эту позицию выражал ксёндз Ежи Попелушко — настоятель варшавского прихода св. Станислава Костки. Уже в августе 1980 он активно поддержал забастовочное движение, являлся капелланом «Солидарности». В период военного положения он публично осуждал правящий WRON, организовывал благотворительную помощь семьям интернированных, поддерживал обвиняемых в судах. Яркие проповеди Попелушко быстро разносились по всей стране, его фразы превращались в лозунги протеста. Они носили однозначно оппозиционный характер, но всегда были выдержаны в духе христианского милосердия и принципа «Побеждай зло добром». Особенно популярен был Попелушко среди рабочих варшавского металлургического завода и медицинских работников.
Ежи Попелушко оставался капелланом подпольного профсоюза. Его деятельность имела не только религиозно-проповеднический, но и важный организационный аспект. Массовый характер носили такие мероприятия, как похороны юноши Гжегожа Пшемыка, схваченного милицейским патрулем и избитого до смерти, паломничества и мессы, особенно на Ясной Горе. Каждое такое собрание создавало для властей серьёзные проблемы.
Ксёндз Попелушко находился в тщательной оперативной разработке Службы безопасности и Гражданской милиции ПНР. В декабре 1983 он был официально вызван на допрос в милицейскую главную комендатуру. Прокуратура предъявляла ему обвинения по нескольким статьям Уголовного кодекса ПНР — «антигосударственная пропаганда», «злоупотребление свободой совести». В его доме был проведён обыск, госбезопасность обнаружила большое количество материалов «Солидарности». Попелушко грозило до десяти лет заключения.
Деятельность Ежи Попелушко была замечена в СССР. 12 сентября 1984 газета Известия (официоз Верховного Совета) опубликовала статью о положении в Польше. Особое внимание уделялось ксендзу Попелушко, который «ненавидит социализм», устроил у себя «хранилище нелегальной литературы» и читает в костёле «не проповеди, а листовки, написанные Буяком» (Збигнев Буяк являлся тогда руководителем подпольных структур «Солидарности»). Такое персональное внимание само по себе являлось неординарным, а в силу характера межгосударственных отношений СССР и ПНР воспринималось как тревожный сигнал. Во всяком случае, убийство произошло менее чем через сорок дней после выхода известинской статьи.

## Подготовка «нейтрализации»
С 1962 в Службе безопасности ПНР существовал IV департамент, специализировавшийся на контроле за церковью и подавлении католической оппозиции. С 1981 во главе IV департамента стоял генерал Зенон Платек, его заместителем являлся полковник Адам Петрушка.
Ранее, в 1973—1976, генерал Платек руководил в департаменте специальной Группой D («Дезинтеграция») — особым подразделением, имевшим санкцию на любые действия, включая противозаконные. «Группа D» занималась инсинуациями, устраивала провокации, совершала нападения, избиения и убийства священников и католических активистов. С 1982 «Группу D» возглавлял капитан Гжегож Пиотровский, известный жестокостью, решительностью, карьеристской амбициозностью и воинствующим атеизмом, яростной ненавистью к католикам.
Именно «Группе D» было поручено «снятие проблемы Попелушко». Принципиальное решение, судя по всему, было принято в сентябре 1984 года. Впоследствии из показаний Платека стало известно, что данная тема обсуждалась им в контактах с представителями КГБ СССР. Вопрос обсуждался в высшем органе партийно-государственной власти — Политбюро ЦК ПОРП. Представители «партийного бетона» — фракции жёстких сталинистов — явно настроились на устранение Попелушко. Их лидером был член Политбюро секретарь ЦК ПОРП генерал Мирослав Милевский, партийный куратор силовых структур. Его полностью поддерживал начальник СБ генерал Владислав Цястонь. Первый секретарь ЦК и председатель Совмина Войцех Ярузельский, министр внутренних дел Чеслав Кищак считались более умеренными политиками, ориентированными на реформы и в какой-то мере даже на «общественный диалог». Но в отношении Попелушко они не имели принципиальных разногласий с «бетоном».
Задача физической ликвидации священника открытым текстом не ставилась. Однако звучали высказывания в том смысле, что «смерть от сердечного приступа будет его личной проблемой». Ещё летом 1983 Ярузельский потребовал от Кищака «любым способом заткнуть рот» Попелушко. На оперативных совещаниях IV департамента Пиотровский почти дословно заявлял о желательности убийства и изъявлял готовность реализовать такую операцию.
Практически единственной альтернативой рассматривалась вербовка Попелушко в СБ и использование в качестве агента в Ватикане. Этот вариант СБ ПНР согласовала с КГБ СССР, который вообще напряжённо следил за развитием ситуации с варшавским ксендзом (Платек и Петрушка неоднократно отчитывались в Москве). Такой результат Кищак считал однозначно предпочтительным. Однако Попелушко ответил категорическим отказом. Это вызвало взрыв ярости Пиотровского, который рассчитывал завербовать Попелушко к 19 октября 1984 — дню рождения Кищака (министру исполнялось 59 лет) — и получить за такое достижение дополнительные карьерные преференции.
В конце сентября в «Группе D» сформировалась спецгруппа для «нейтрализации» Попелушко. В неё вошли капитан Пиотровский, поручики (лейтенанты) Вальдемар Хмелевский и Лешек Пенкала. За Ежи Попелушко установилось круглосуточное наблюдение. Руководство и координация возлагались на полковника Петрушку, непосредственное исполнение — на капитана Пиотровского и двух подчинённых поручиков. Курировал операцию генерал Платек. Формально в оперативном задании цель ставилась расплывчато («задержание», «нейтрализация», «пресечение»), но при этом не оговаривалось никаких ограничений. Приказы формулировались устно, без документационных следов. Информация о подготовке была доведена до Цястоня, через него — до Кищака и Милевского. Об осведомлённости Ярузельского нет документально подтверждённых сведений, но представляется невероятным, чтобы члены Политбюро не ввели в курс дела главу партии и правительства.
13 октября в автомобиль, где находился Попелушко был на ходу брошен камень — с явным расчётом остановить. Однако водителю удалось оторваться от преследования. Впоследствии было признано, что это было первой попыткой покушения со стороны группы Пиотровского. 16 октября примас Польши кардинал Юзеф Глемп предложил Ежи Попелушко длительную командировку в Рим. Попелушко отказался, считая необходимым в трудное время находиться со своей паствой на родине. Кардинал не стал настаивать — многие представители оппозиции были уверены, что власти и госбезопасность не решатся на убийство и полагали меры предосторожности избыточными.

## Похищение и убийство
19 октября 1984 года Ежи Попелушко посетил Быдгощ. Он произнёс проповедь в приходе святых Польских братьев мучеников: «Будем молиться, чтобы мы были свободными от страха, но, прежде всего, от стремления к возмездию». Встретился с местными рабочими и с активистом «Солидарности» Яном Рулевским (в 1980—1981 Рулевский — председатель Быдгощского профцентра, после 1989 — депутат сейма и сенатор Польши). В тот же день Ежи Попелушко и его водитель-охранник Вальдемар Хростовский (бывший десантник и пожарник по прозвищу Отчаянный) направились в Торунь. Все их передвижения непрерывно отслеживались Пиотровским и доводились до Петрушки и Платека, которые информировали Цястоня.
Вечером, после мессы в торунском костёле, Попелушко и Хростовский на автомашине Volkswagen Golf I выехали в Варшаву. На шоссе близ деревни Горск их остановил Хмелевский, переодетый в форму дорожной инспекции. Внезапно Пиотровский, Пенкала и Хмелевский атаковали священника и водителя. Ежи Попелушко заковали в наручники и бросили в багажник скрытого поблизости автомобиля Polski Fiat 125p. Вальдемара Хростовского усадили на сиденье рядом с водителем — откуда он, по его словам, сумел выпрыгнуть на большой скорости и уйти от преследования. Впоследствии это вызывало удивление даже при учёте физических данных «отчаянного десантника».
Пиотровский и его спутники сделали несколько остановок. Ежи Попелушко был связан таким образом, что попытка распрямиться стягивала петлю на горле. При каждой остановке его жесточайше избивали милицейской дубинкой. Согласно официальной версии, около полуночи убийцы прибыли во Влоцлавек, пробрались на плотину и сбросили Ежи Попелушко — вероятно, ещё живого — в Вислу с привязанным тяжёлым грузом. После этого они вернулись в Варшаву, и Пиотровский отрапортовал лично Цястоню о выполненном задании.
По имеющимся данным, главную роль в убийстве сыграл Пиотровский — он наносил смертоносные удары и отдавал приказы сообщникам. Пенкала привязывал груз перед сбрасыванием в воду. Хмелевский спровоцировал на выход из машины. В захвате, избиении и утоплении участвовали все трое. Петрушка планировал и координировал преступную акцию. Все они разделили ответственность за действия, повлекшие смерть Ежи Попелушко.

## Расследование и суд
Вопреки ожиданиям организаторов и исполнителей убийства правоохранительные органы интенсивно взялись за расследование преступления. 23 октября сотрудниками милиции были арестованы Пиотровский и Пенкала, 27 октября — Хмелевский, 2 ноября — Петрушка, а 8 декабря — даже генерал Цястонь. 2 ноября был отстранён от должности и направлен в Прагу генерал Платек. Было распространено заявление МВД (процитированное программой Время советского ЦТ): «Убийцы найдены и ответят по всей строгости закона». При обнаружении и опознании погибшего 30 октября присутствовал министр Кищак. Высшее руководство во главе с Ярузельским и Кищаком имитировало объективность, стараясь создать легенду о своей «справедливости».
В то же время общественность обратила внимание на гибель в странной автокатастрофе 30 ноября 1984 двух офицеров милиции — полковника Станислава Трафальского и майора Веслава Пёнтека, расследовавших убийство и установивших факт неформальных контактов Пиотровского с советским КГБ.
Четверо обвиняемых: Адам Петрушка, Гжегож Пиотровский, Вальдемар Хмелевский, Лешек Пенкала — исполнители убийства и их непосредственный начальник — предстали перед судом. На процессе в Торуни, начавшемся 27 декабря 1984, они вели себя по-разному. Петрушка говорил о «вредной для государства» деятельности Попелушко. Пиотровский почти в открытую ссылался на «товарища Милевского», пафосно обличал католическую церковь. Хмелевский имитировал тупость. Пенкала угрюмо замыкался в себе.
Некоторые детали события не получили объяснения на суде. Осталось неустановленным, где и сколько раз преступники делали остановки, удавалось ли Попелушко вырваться, пытался ли он бежать, каким образом принадлежащие ему чётки оказались под мостом недалеко от Торуни (об остановке в этом месте подсудимые показаний не давали). Главный же изъян процесса в том, что он не дал чёткого ответа, от кого исходил приказ. Следственное бюро МВД во главе с полковником Збигневом Пудышем удерживало расследование в заданных Кищаком рамках.
Прокурор потребовал для Пиотровского смертной казни, для Петрушки — 25 лет заключения, для Пенкалы — 15 лет, для Хмелевского — 14 лет. 7 февраля 1985 суд приговорил Пиотровского и Петрушку к 25 годам тюрьмы, Пенкалу — к 15 годам, Хмелевского — к 14 годам.

## Альтернативная версия
По данным независимого расследования, проведённого прокурором Анджеем Витковским из Института национальной памяти, ещё в момент захвата Пиотровский рассчитывал принудить Попелушко к сотрудничеству. Когда это не удалось, а следы избиений стало невозможно скрыть, он понял свой провал. Вся «гонка к 19-му» (типичная ситуация с показушным рапортованием) оказалась бессмысленной, «ценный подарок» к 59-летию Кищака не удался.
После этого Попелушко был передан неизвестной группе, причём не исключено, что советского КГБ. Несколько дней он подвергался пыткам в бункере — от него добивались подписи под вербовочным обязательством. Этого не удалось, и 25 октября Попелушко был убит, после чего сброшен в Вислу.
Данная версия предполагает также, что водитель Хростовский (личность с уголовным прошлым и явными признаками сотрудничества с милицией, а возможно и СБ) действовал в сговоре с похитителями.
Вторая версия вызывает немалый общественный интерес, но не считается доказательной. Юстиция и историческая наука исходят из версии официальной, закреплённой в судебных решениях.

## Политические последствия

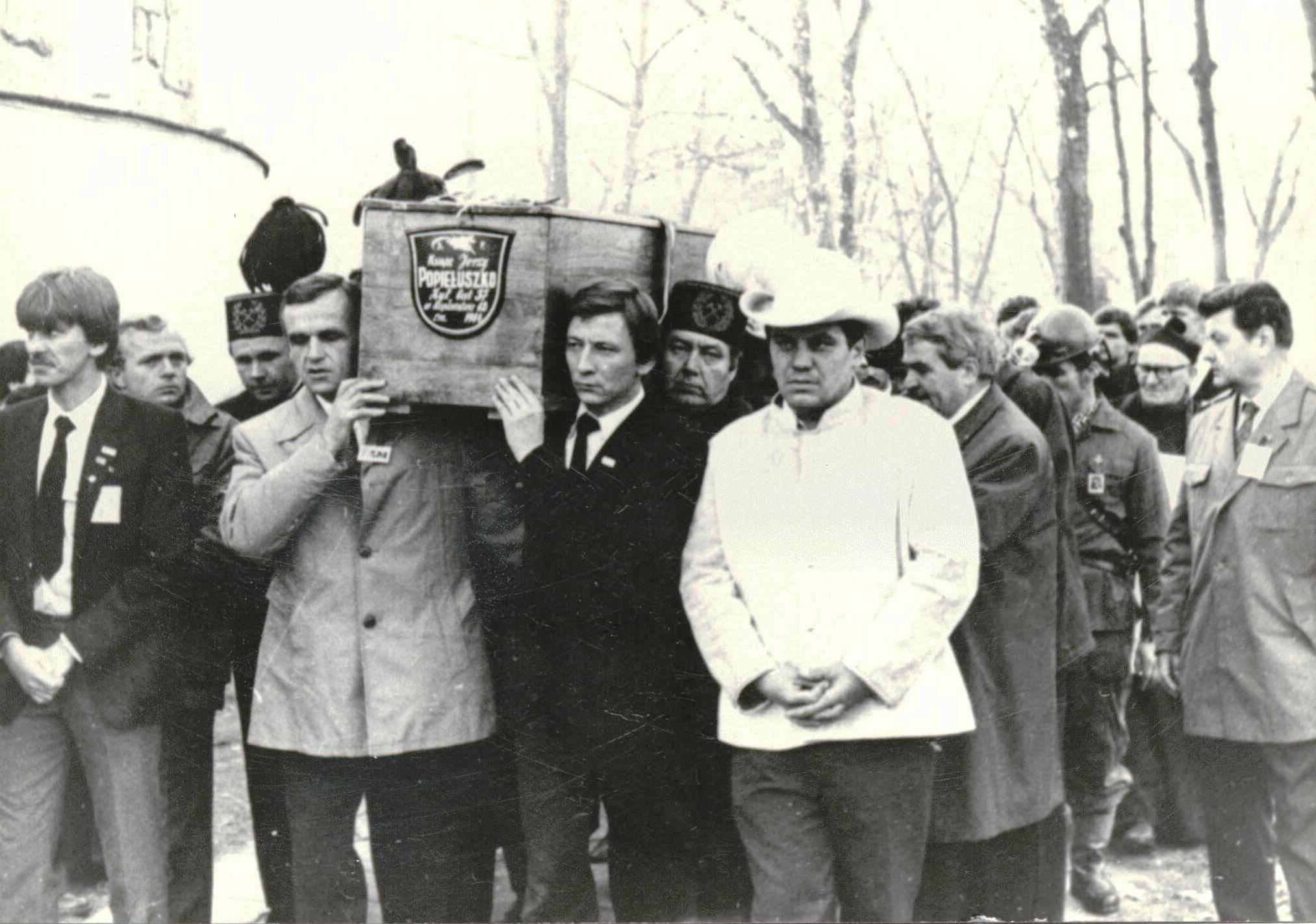
Похороны Ежи Попелушко

Убийство уважаемого и популярного в стране священнослужителя вызвало взрыв общественного негодования. В похоронах и прощании с Ежи Попелушко 3 ноября 1984 участвовали до 800 тысяч поляков. Траурная церемония в Жолибоже превратилась в мощную антикоммунистическую манифестацию. Похоронную мессу служил кардинал Глемп. Присутствие Леха Валенсы, Анджея Гвязды, Яцека Куроня, Адама Михника, Тадеуша Мазовецкого, Бронислава Геремека говорило само за себя.
Много лет спустя генерал Кищак отмечал, что власти ПНР не оказались в выигрыше от убийства Попелушко. Убийц он называл «вражескими агентами, пробравшимися в государственный аппарат», при этом намекая на причастность то «партийного бетона» в лице Милевского, то оппозиционных радикалов.
Трагическое событие 19 октября стало важным рубежом польского противостояния. Смерть Ежи Попелушко покончила с последними иллюзиями. Была наглядно продемонстрирована непримиримость антагонизма между обществом и правящей номенклатурой. Власть стала восприниматься в обществе как источник преступных расправ над лучшими людьми страны. «Солидарность» обрела образ священной жертвы, призывающий к мирной, но бескомпромиссной борьбе. Ещё в большей степени это относилось к костёлу, позиция которого сделалось совершенно однозначной.
Кровавое преступление было использовано во внутренней борьбе группировок правящей верхушки. Получила известность фраза Ярузельского: «Теперь им конец» — относившаяся отнюдь не только к исполнителям убийства и даже не только к их начальству в СБ.
На протяжении нескольких лет в партийно-государственном руководстве шла подспудная борьба между Ярузельским и его сторонниками с одной стороны и сталинистским «бетоном» с другой. Убийство Попелушко позволило первой группе возложить на вторую морально-политическую ответственность за происшедшее (хотя и без публичного заявления на этот счёт). Милевский, Цястонь и те, кто ассоциировался с ними в идеологическом и кадровом смысле, оказались предельно скомпрометированы. Их устранение из политики сделалось вопросом короткого времени.
Всего через полгода из состава Политбюро был выведен Мирослав Милевский, за ним последовал Стефан Ольшовский. Утратили всякое влияние Тадеуш Грабский, Станислав Кочёлек, Альбин Сивак, Богуслав Стахура. Владислав Цястонь, хотя и был вскоре освобождён из-под стражи, отправлен в отставку и заменён Генриком Данковским. Зенон Платек был отстранён от руководства IV департаментом и заменён Зыгмунтом Барановским, который вскоре умер при сомнительных обстоятельствах.
Утвердилось полное доминирование группы Ярузельского—Кищака—Сивицкого—Раковского, которая во второй половине 1980-х сориентировалась на курс типа советской Перестройки. Таким образом, убийство капеллана «Солидарности» имело масштабные и долговременные последствия — но совсем не те, каких ожидали инициаторы преступления.

## Судьбы участников
В заключении Петрушка возмущался «предательством» Кищака, рисовал на министра уничижительные карикатуры. Однако Кищак принял меры к облегчению участи убийц. В письме генеральному прокурору ПНР Юзефу Жите глава МВД просил снизить сроки заключения для всех четверых. В результате сокращений и амнистий Хмелевский был выпущен из тюрьмы уже в 1989, Пенкала — в 1990. Петрушка освободился в 1995. Дольше всех отсидел Пиотровский, вышедший только в 2001, но тоже значительно раньше срока по приговору.
В Третьей Речи Посполитой Пиотровский стал публичным лицом, известным журналистом антиклерикальной и антикатолической тематики; свою роль в убийстве не скрывает, а скорее афиширует в целях журналистского пиара. Петрушка — пенсионер, живёт частной жизнью, отрицает свою виновность. Хмелевский занимался бизнесом, сменив фамилию, имя и внешность, умер в 2023. Пенкала работает рекламным агентом; он тоже сменил имя и фамилию, но при этом глубоко раскаялся, принял католичество, преклонился перед образом отца Ежи, старается предстать «в новой жизни новым человеком».
Попытка привлечь к ответственности Платека и Цястоня результатов не дала — оба были оправданы за недостаточностью доказательной базы: формальные улики против них отсутствовали. Цястоня удалось осудить лишь в 2018 и по иному обвинению; умер он в 2021. Преследование Платека было прекращено по состоянию здоровья обвиняемого; умер в 2009. Годом раньше умер Милевский. Ярузельского не стало в 2014, Кищака — в 2015.

## Память и актуальность
Ежи Попелушко — мученик католической церкви и национальный герой Польши. В 2010 он причислен к лику блаженных, с 2014 начался процесс канонизации.
Он посмертно удостоен высшей награды Польши — ордена Белого орла. Ему поставлены 70 памятников, его именем названы улицы и площади в 73 польских городах, десятки школ, больниц, хосписов. О его судьбе сняты несколько фильмов. Могилу Ежи Попелушко в варшавском костёле св. Станислава Костки только за одно десятилетие посетили более 18 миллионов человек.
19 октября отмечается День памяти Ежи Попелушко. В этом мероприятии традиционно участвуют государственные руководители Польши. 19 октября 2019, в 35-летие, президент Польши Анджей Дуда возложил цветы к могиле Попелушко: «Добро одержало победу над злом. Я убеждён, что отец Ежи и другие погибшие священники сегодня смотрят на Речь Посполитую с неба и благосклонны к нам».
Дело об убийстве Ежи Попелушко сохраняет в Польше и политическую актуальность. Судебный процесс 1984—1985, при несомненной суровости приговоров, оставил непрояснённым принципиальный вопрос: кто отдал приказ о «нейтрализации» Попелушко? Из обвинительного заключения и судебного вердикта явствует, будто четверо офицеров СБ действовали по собственной инициативе. Однако ни Петрушка, ни тем более Пиотровский, ни даже Платек не могли принять столь серьёзного политического решения. Едва ли это было даже в компетенции Цястоня. Такой вопрос мог решаться только на уровне Политбюро ЦК ПОРП.
Исследователи и наблюдатели предполагают руководящее участие Милевского при молчаливом согласии Кищака и самого Ярузельского. Подозрения относительно Милевского подтверждаются и некоторыми авторитетными свидетельствами (например, информацией одного из советников Ярузельского майора Веслава Гурницкого). Существует мнение, что убийство было запланировано Милевским как провокация с целью устранения Кищака (хотя результат получился обратным). Однако политическая вероятность и даже очевидность не являются основанием для юридических выводов.
21 октября 2019 Институт национальной памяти объявил о возобновлении расследования. Поставлена цель — определить инициаторов похищения и убийства Ежи Попелушко, установить имена тех, кто принимал политическое решение и отдавал преступный приказ.